# مات فورت
مات فورت (بالإنجليزية: Matt Forté)‏ هو لاعب كرة قدم أمريكية أمريكي، ولد في 10 ديسمبر 1985 في ليك تشارلز في الولايات المتحدة.

## وصلات خارجية
- مات فورت على موقع إي إس بي إن.كوم (أن.أف.أل)3
- مات فورت على موقع مرجع كرة القدم المحترفة.كوم (الإنجليزية)